# Биль-Бьенн (футбольный клуб)
«Биль-Бьен» (Biel-Bienne) — швейцарский футбольный клуб, расположенный в городе Биль-Бьен. Клуб был основан в 1896 году и выиграл чемпионат Швейцарии в 1947 году. В 1948 и 1960 годах занимал второе место в чемпионате Швейцарии, а в финале Кубка Швейцарии 1961 года проиграл Ла-Шо-де-Фон. В полуфинале кубка 2011 года проиграл 1:2 будущему обладателю кубка «Сьону».
С 2021 года играет в третьем дивизионе.

## Достижения
- Финалист Кубка Швейцарии (2): 1961, 2025
- Обладатель Кубка Часов (2): 1968, 2015